# Madeovelia guineensis
Madeovelia guineensis är en insektsart som beskrevs av Poisson 1959. Madeovelia guineensis ingår i släktet Madeovelia och familjen vattenspringare. Inga underarter finns listade i Catalogue of Life.